# Věra Martinová
Věra Martinová (rozená Šolínová, * 2. února 1960 Opočno) je česká folková a countryová zpěvačka a kytaristka. Po absolutoriu konzervatoře působila do roku 1982 jako zpěvačka v Orchestru Gustava Broma, kdy se stala členkou dívčí country kapely Schovanky. Po pěti letech zahájila sólovou uměleckou dráhu. Na české countryové scéně byla označována za první dámu country music. V roce 1989 prodělala těžkou autohavárii.

## Výběr hitů
- Pláčou tvoje modré oči
- Malý dům nad skálou
- Až na vrcholky hor
- Toulavý džíny
- Dala jsem lásku řekám
- Zázračné housle
- Náruč planejch růží
- Nebe, peklo, ráj
- Zítra další vlaky pojedou
- Dál jen vejdi
- Ó Pane náš

## Diskografie

### Řadová alba
- 1989 Dál jen vejdi – Supraphon (reedice Popron Music na CD vydána 11.11.1996)
- 1990 Nejsme si cizí – Popron Music – MC, CD
- 1992 Půlnoční slunce – Presston – LP, MC, CD
- 1994 Věra Martinová a přátelé – Popron Music – MC, CD
- 1996 Zvláštní způsoby – Monitor EMI – CD
- 1998 Příběhy – Monitor EMI - CD
- 2001 Slunci je to jedno – Monitor EMI – CD
- 2002 Svět je plnej různejch řečí – Popron Music – MC, CD (Věra Martinová a Schovanky)
- 2006 Věřím svým snům – Popron Music – CD
- 2010 Křídel se nezříkám – Popron Music – CD+DVD
- 2011 Foukneme do svící – EMI Czech Republic – CD

### Kompilace

#### Vlastní
- 1993 Toulavý touhy – Popron Music (Singly 1986–1993) (reedice Bonton na CD vydána v roce 2000)
- 1995 Vrcholky – Popron Music – CD
- 1997 Vrcholky 2 – Popron Music – CD
- 2002 Léto s Věrou – Country hity – Monitor EMI – CD
- 2003 Gold – Popron Music – CD
- 2004 Kytarová – Popron Music – CD

#### Ostatní
- 1988 Country kolotoč – Supraphon, LP (Michal Tučný, Pavel Bobek, Zdeněk Rytíř, Wabi Ryvola, Věra Martinová, Milena Soukupová, Rattlesnake Annie)
- 2002 Country pohoda III. – Supraphon -04. Toulavý džíny
- 2003 Naše Country Hity – Supraphon -15. Atmosféra letních bouřek
- 2003 České super hity 6 – Popron Music -18. Věra Martinová & Schovanky – Svět je plnej různejch řečí
- 2006 Country superpohoda – (2CD) – 18.Toulavý džíny-cd1/02.Pár havraních copánků (Love Me Tender)-cd2/20.Ptačí nářečí (Oh, Lonesome Me)-cd2.
- 2007 Duety CZ – Monitor EMI -15. Věra Martinová a Roman Horký – Čas rozchodů
- 2007 Folk CZ- Monitor EMI -09.Z knihy vázané ovčí kůží
- 2007 Nejlepší country výběr všech dob – Universal Music -23.ž na vrcholky hor-cd1/01.Malý dům nad skálou-cd2